# Aechmea maasii
Aechmea maasii är en gräsväxtart som beskrevs av Eric J. Gouda och Walter Till. Aechmea maasii ingår i släktet Aechmea och familjen Bromeliaceae. Inga underarter finns listade i Catalogue of Life.